# والتر ريجينسكي
والتر فيرزينسكي، عالم مصريات ألماني وأستاذاً في جامعة كونيغسبرغ في كونيغسبرغ. ولد في 18 مارس 1880 في موغيلنو التي تقع الآن في بولندا، وتوفي 9 أبريل 1935.

## التعليم
درس في لايبزيغ من عام 1898 حتى 1899، ثم في برلين من عام 1899 حتى 1904 (تحت إشراف أدولف إيرمان). أثناء هذه الفترة، عمل على إنجاز «قاموس اللغة المصرية».
في برلين، تخرج عام 1904 حيث كان عنوان أطروحته «الكاهن أمون الأكبر». بعد التخرج، انتقل إلى كونيغسبرغ عام 1909، ليعمل كمحاضر ثم عمل عام 1920 أستاذ مشارك فخري، وعام 1927 أصبح بروفيسوراً.
منذ عام 1921 حتى 1931، كتن فيرزينسكي محرراً في صحيفة أورينتليست.
عام 1934، بعد أن أقرّت حكومة الحزب النازي قانون استعادة الخدمة المدينة، فقد فيرزينسكي أستاذيته بسبب أصوله اليهودية.

## أعماله
- أطلس الحضارة المصرية القديمة، مكون من خمسة مجلدات، ويعتبر أفضل أعماله.
- كاهن أمون الأكبر، ديس، برلين، 1904.
- نقوش مصرية من ك.ك. متحف فيينا، ليبزيغ، 1906
- دواء المصريين القدماء I. البردية الطبية الكبيرة في متحف برلين (برديات بروغش). نسخة مترجمة ومزودة بتعليقات ومسرد، ليبزيغ 1909.
- دواء المصريين القدماء II. بردية لندن الطبية (BM 10059) وبردية هيرست. نسخ وترجمة وتعليقات، ليبزيغ 1912.
- دواء المصريين القدماء III. بردية إبيرس. نسخ وترجمة وتعليقات.ليبزيغ 1913.
- ليبسيوس: آثار مصر وإثيوبيا، المجلد الخامس، 1913.
- أطلس تاريخ الحضارة المصرية القديمة، خمسة مجلدات. ليبزيغ 1913-1936.
- تقرير عن رحلة التصوير من القاهرة إلى وادي حلفا. بهدف تجهيز وجمع مواد أطلس التاريخ المصري القديم، ليبزيغ 1927.

## أدب
- Bierbrier, ML, Warren R. Dawson, Eric P. Uphill, Who's Who in Egyptology, London 1995, p. 452-453.